# Fronreute
Fronreute település Németországban, azon belül Baden-Württembergben. Lakosainak száma 5017 fő (2023. december 31.). Fronreute Fleischwangen, Ebenweiler, Wolpertswende, Altshausen, Baindt, Baienfurt, Berg, Horgenzell és Wilhelmsdorf községekkel határos.

## Népesség
A település népessége az elmúlt években az alábbi módon változott:
| Lakosok száma | 2724 | 4710 | 4749 | 4960 | 5013 | 5017 |
|               | 1975 | 2017 | 2019 | 2021 | 2022 | 2023 |